# Tamer Hassan
Pour les articles homonymes, voir Tamer et Hassan.
Tamer Hassan est un acteur britannique né le 18 mars 1968 à Londres en Angleterre.

## Filmographie

### Cinéma
- 2002 : Dju!
- 2004 : The Calcium Kid : Pete Wright
- 2004 : The Football Factory : Fred
- 2004 : Spivs : Villa
- 2004 : Layer Cake : Terry
- 2005 : Danny the Dog : Georgie
- 2005 : Batman Begins : le conducteur de la limousine de Faden
- 2005 : 7 secondes : Rahood
- 2005 : The Business : Charlie
- 2007 : The Ferryman : Big Dave
- 2007 : Les Promesses de l'ombre : Chechen
- 2008 : Beyond the Rave : Rich Crocker
- 2008 : Sucker Punch : Del
- 2008 : Cass : Ray
- 2009 : City Rats : Jim
- 2009 : Goal! 3: Taking on the World : Ronnie
- 2009 : Détour mortel 3 : Chavez
- 2009 : Dead Man Running : Nick
- 2009 : K : Albert
- 2010 : Kick-Ass : Matthew
- 2010 : Le Choc des Titans : Arès
- 2010 : Bonded by Blood : Pat Tate
- 2011 : The Last Seven : Sergent Jack Mason
- 2011 : Jack Falls : le patron
- 2011 : Blood Out : Elias
- 2011 : Freerunner : Reese
- 2011 : The Hike : Dean
- 2011 : The Reverend : Harold Hicks
- 2011 : Secret Identity : Bozlovski
- 2012 : Magic Boys : Splendid Ben
- 2013 : Sons of Liberty : AJ Bashir
- 2014 : The Hooligan Factory : Jack
- 2014 : Robots Supremacy : Wayne
- 2016 : Breakdown : Iraz Kartal
- 2016 : La Promesse : Faruk Pasha
- 2017 : Holodomor, la grande famine ukrainienne : Sergei
- 2017 : Amoc : Dell
- 2019 : House Red : Adamo
- 2022 : The Chelsea Cowboy : Salim
- 2022 : Coming Up : Tommo

### Télévision
- 2001-2007 : Casualty : Barry Rayfield et Stan (2 épisodes)
- 2001-2008 : EastEnders : Ahmet et Henchman (4 épisodes)
- 2002 : Judge John Deed : Hussain Husaini (1 épisode)
- 2003 : The Bill : Hassan Ergunsah (1 épisode)
- 2004 : Murder City : Michael Samuels (1 épisode)
- 2009 : Hotel Babylon : Gomez (2 épisodes)
- 2010-2015 : NCIS : Enquêtes spéciales : Agah Bayar (4 épisodes)
- 2011 : Red Faction: Origins : Stoller
- 2014 : Dracula : Kaha Ruma (2 épisodes)
- 2014 : 24 Heures chrono : Basher (2 épisodes)
- 2015-2017 : Drunk History : Sir John French (3 épisodes)
- 2016 : Plebs : Ptolémée (1 épisode)
- 2016 : Game of Thrones : Khal Forzho (1 épisode)
- 2017-2018 : Snatch : Hate 'Em (21 épisodes)

### Jeu vidéo
- 2009 : iD3 : Tommaso
- 2011 : Assassin's Creed Revelations : Ahmet